# Первая глава (Американская история ужасов)
«Первая глава» (англ. «Chapter 1») — премьерный эпизод шестого сезона американского телесериала в жанре антология «Американская история ужасов». Премьерный показ состоялся 14 сентября 2016 года на телеканале FX. Режиссёром выступил Брэдли Букер, сценаристами стали создатели сериала — Райан Мёрфи и Брэд Фэлчак.
Молодая межрасовая пара Шелби (Лили Рэйб) и Мэтт (Андре Холланд) Миллеры переезжают в новый дом, где сталкиваются со странностями. В эпизоде отсутствуют Шайенн Джексон и Эван Питерс.

## Сюжет
Эпизод представлен в виде документального сериала «Мой кошмар в Роаноке». Мэтт и Шелби Миллеры в виде интервью рассказывают о том, что происходило в их жизни. Параллельно с этим показываются воссозданные эпизоды их жизни, в которых главных героев играют актёры (Сара Полсон и Куба Гудинг-мл. постановочные актёры).
По мнению друзей, Шелби и Мэтт идеально подходили друг к другу. Они познакомились на занятии йоги, которое вела Шелби. Они основались в Лос-Анджелесе, который Шелби считала «мировой столицей йоги». В день, когда Мэтта повысили, и они узнали о беременности Шелби, на Мэтта нападает местная шайка и сильно его ранит. Ему удалось удачно пережить операцию, однако Шелби потеряла ребёнка.
В поисках мирной жизни, они уезжают в Северную Каролину. Прогуливаясь по лесу, они наткнулись на красивый старый дом, который их заинтересовал. На аукционе они приобрели этот дом, обыграв местных жителей. Они приступили к ремонту в доме.
Ночью пара занималась сексом, но их прервали странные звуки с улицы, а затем и стук. Выйдя проверить из дома, Мэтт видит мусор, а затем в него из тумана вылетел мусорный бак. Он предположил, что это могли сделать те местные, чтобы запугать пару. На следующий день, Мэтт уехал в ближайший город, а Шелби увидела дождь из человеческих зубов. Но Мэтт ей не поверил.
Из-за работы Мэтту пришлось уехать в другой город и оставить Шелби одну, чего он не хотел. Но Шелби его уверила, что всё будет нормально. Вечером Шелби замечает в доме двух медсестёр, которые позже просто исчезают. Решив расслабиться, она принимает джакузи, где на неё нападают, попытавшись утопить. Мэтт приезжает домой, полицейский ему рассказывает, что никаких следов нападения нет. Мэтт успокаивает жену, сказав, что верит ей. Ночью Мэтт снова слышит звуки, доносящиеся с улицы. На крыльце он замечает мёртвую свинью, о которой не рассказывает Шелби.
Мэтт опять вынужден уехать в другой город, но, понимая, что их пытаются запугать, боится оставлять жену одну. Он устанавливает камеры наблюдения и зовёт пожить к себе свою сестру Ли (Адина Портер в интервью, Анджела Бассетт в постановке). Ли и Шелби недолюбливают друг друга и не скрывают этого.
Ли в прошлом полицейский. Получив рану на задании, она была вынуждена пить обезболивающее, на которое подсела. Однажды она гналась за серийным насильником. Когда она навела на него пистолет, он сам застрелился. Ли это порадовало, так как, по её мнению, правосудие сработало так, как надо. Однако в этот момент её напарник находит у неё в машине обезболивающее, после чего её увольняют. Её муж, Мейсон Харрис (Чарльз Малик Уитфилд в постановке), решает развестись с женой, и, по решению суда, он получает полную опеку над их дочерью, Флорой.
На кухне Шелби занимается готовкой. Подойдя к столу, на котором она только что резала морковь, Шелби не видит ножа, который она замечает воткнутым в мясо. В этот момент приходит Ли, что пугает Шелби. Ли предупреждает её, что при неё лучше не пить, ибо Ли только завязала. Ночью, кто-то закатил пустую бутылку вина, и Ли подумала на Шелби. Дамы начали ругаться. Мэтт видит, что кто-то приближается к дому. Попытки предупредить семью оказались тщетными, ибо Ли и Шелби были занятыми спором. Вдруг Ли слышит, что кто-то в доме. Они спускаются в подвал, где видят видеозапись, на которой мужчина (Дэнис О’Хэр) следит за существом с головой свиньи. После этого в доме потух свет, и девушки оказались заперты в подвале. Мэтт в панике решил поехать домой. Выбравшись из подвала, они обнаруживают перетянутые нитки, самодельные куклы.
Увидев то видео, Мэтт уверяет Шелби и Ли, что оно фальшивое. Но Шелби всё равно хочет уехать. И, в итоге, уезжает ночью одна. По дороге, отвлеченная на телефон, Шелби сбивает женщину (Кэти Бэйтс). Она пытается догнать её, но теряется в лесу. Там она тоже видит нитки и куклы, какие были в доме. Её окружают люди с факелами. Заметив приближающегося к ней мужчину без скальпа, Шелби кричит.

## Критика и приём
В премьерный показ «Первую главу» посмотрело 5,14 миллионов человек с долей 2,8 в возрастной категории от 18 до 49 лет.
Эпизод получил большинство положительных рецензий, 81 % всех рецензий, на сайте Rotten Tomatos с общей оценкой 7,1/10. «The A.V. Club» называют эпизод «ненадёжным, но весёлым». Дэн Фиенберг из «The Hollywood Reporter» дал положительную оценку эпизоду. Джефф Йенсен из «Entertainment Weekly» также дал эпизоду положительную оценку, написав, что «использование мистики может быть лучшим в этом сезоне». Бен Трэверс из «IndieWire» назвал премьеру «многообещающим началом с центральной тайной, которая мучительно, как реклама, дразнит его».